# Liste des épisodes de Reborn!
Cet article liste les épisodes de l'adaptation anime Reborn! issue du manga du même nom. Ils sont groupés par saisons correspondant aux périodes de diffusion avril-septembre et octobre-mars ainsi qu'au changement de générique d'ouverture.
Cet anime est diffusé sur la chaîne nipponne TV Tokyo depuis le 7 octobre 2006.
|  | Épisodes semi hors-série |

|  | Épisodes hors-série |

## Les génériques
- Génériques de début

| Numéro | Titre                | Artiste            | Épisodes  | 1re date de diffusion |
| ------ | -------------------- | ------------------ | --------- | --------------------- |
| 1      | Drawing Days         | Splay              | 01 à 26   | 7 octobre 2006        |
| 2      | Boys and Girls       | LM.C               | 27 à 51   | 4 avril 2007          |
| 3      | Dive to World        | cherryblossom      | 52 à 73   | 6 octobre 2007        |
| 4      | 88                   | LM.C               | 74 à 101  | 15 mars 2008          |
| 5      | Last Cross           | Masami Mitsuoka    | 102 à 126 | 4 octobre 2008        |
| 6      | Easy Go              | Kazuki Katō        | 127 à 153 | 4 avril 2009          |
| 7      | Funny Sunny Day      | SxOxU              | 154 à 177 | 10 octobre 2009       |
| 8      | Listen to the Stereo | Going Under Ground | 178 à 203 | 3 avril 2010          |

- Génériques de fin

| Numéro | Épisodes  | Titre            | Artiste                        | 1re date de diffusion |
| ------ | --------- | ---------------- | ------------------------------ | --------------------- |
| 1      | 1 à 12    | Michishirube     | Keita Tachibana                | 7 octobre 2006        |
| 2      | 13 à 29   | One Night Star   | The Arrows                     | 6 janvier 2007        |
| 3      | 30 à 38   | Echo again       | Splay                          | 5 mai 2007            |
| 4      | 39 à 51   | Friend           | Idoling!!!                     | 7 juillet 2007        |
| 5      | 52 à 62   | Sakura Addiction | Toshinobu Iida & Takashi Kondo | 6 octobre 2007        |
| 6      | 64 à 76   | Stand Up !       | Lead                           | 5 janvier 2008        |
| 7      | 77 à 89   | Ameato           | w-inds.                        | 5 avril 2008          |
| 8      | 90 à 101  | Cycle            | cherryblossom                  | 5 juillet 2008        |
| 9      | 102 à 114 | Suberidai        | Tsubasa Mori                   | 4 octobre 2008        |
| 10     | 115 à 126 | Sakura Rock      | cherryblossom                  | 10 janvier 2009       |
| 11     | 127 à 139 | Smile For...     | Aya Ueto                       | 4 avril 2009          |
| 12     | 140 à 153 | Aoi Yume         | Tsubasa Mori                   | 4 juillet 2009        |
| 13     | 154 à 165 | Yume no Manual   | cherryblossom                  | 10 octobre 2009       |
| 14     | 166 à 177 | Gr8 Story        | SuG                            | 9 janvier 2010        |
| 15     | 178 à 190 | Famiglia         | D-51                           | 3 avril 2010          |
| 16     | 191 à 203 | Canvas           | +Plus                          | 3 juillet 2010        |

## Saison 1

### Arc Dernière Volonté 1
| No                    | Titre français                                                | Titre japonais                 | Titre japonais                         | Date de 1re diffusion |
| No                    | Titre français                                                | Kanji                          | Rōmaji                                 | Date de 1re diffusion |
| --------------------- | ------------------------------------------------------------- | ------------------------------ | -------------------------------------- | --------------------- |
| 1                     | Hein ? Je suis le dixième parrain d'une famille de la mafia ? | えぇ！? 俺がマフィアの10代目!? | Ee!? Ore ga mafia no jūdaime!?         | 7 octobre 2006        |
| [Chapitre 1]          |                                                               |                                |                                        |                       |
| 2                     | La fin de l'école ?                                           | ジ・エンド・オブ学校!?         | Ji endo obu gakkō!?                    | 14 octobre 2006       |
| [Chapitre 2 - 3]      |                                                               |                                |                                        |                       |
| 3                     | Cuisine de l'amour et de la terreur                           | 電撃！愛と恐怖のクッキング！   | Dengeki! Ai to kyōfu no kukkingu!      | 21 octobre 2006       |
| [Chapitre 7 - 9 - 10] |                                                               |                                |                                        |                       |
| 4                     | Jeune innocente au cœur détruit !                             | はひ！乙女心はデストロイ!      | Hahi! Otomegokoro wa desutoroi!        | 28 octobre 2006       |
| [Chapitre 11 - 12]    |                                                               |                                |                                        |                       |
| 5                     | Le chef du comité de discipline tue le temps                  | 風紀委員長の退屈しのぎ         | Fūki īnchō no taikutsunoki             | 4 novembre 2006       |
| [Chapitre 16]         |                                                               |                                |                                        |                       |
| 6                     | Ni Hao ! Le poing de Gyôza !                                  | ニーハオ・ギョーザ拳！         | Ni Hao Gyōza ken!                      | 11 novembre 2006      |
| [Chapitre 23 - 24]    |                                                               |                                |                                        |                       |
| 7                     | Extrême limite ! Mon frère à la rage !                        | 極限！燃えるお兄ちゃん！       | Kyokugen! Moeru onīchan!               | 18 novembre 2006      |
| [Chapitre 14]         |                                                               |                                |                                        |                       |
| 8                     | Le boss a sa famille à cœur                                   | 先輩ボスはファミリー思い       | Senpai bosu wa famirī omoi             | 25 novembre 2006      |
| [Chapitre 27 - 28]    |                                                               |                                |                                        |                       |
| 9                     | Une vie courte, le mal de la tête-de-mort                     | 命短し ドクロ病                | Inochi tanshi dokuro-byō               | 2 décembre 2006       |
| [Chapitre 15]         |                                                               |                                |                                        |                       |
| 10                    | Le panier repas explosif !                                    | ガハハ！爆発する弁当箱！       | Gahaha! Bakuhatsu suru bento hako!     | 9 décembre 2006       |
| [Chapitre 21]         |                                                               |                                |                                        |                       |
| 11                    | Le Gyôza brioché de l'amour et de la mort !                   | 愛と死の餃子まん!?             | Ai to shi no gyōza man!?               | 16 décembre 2006      |
| [Chapitre 25]         |                                                               |                                |                                        |                       |
| 12                    | L'entraînement du maître! Le programme                        | 師の訓練！強化プログラム       | Shi no kunren! Kyōka puroguramu        | 23 décembre 2006      |
| [Chapitre 32 - 39]    |                                                               |                                |                                        |                       |
| 13                    | Nouvel an ! Le défi à 100 millions de Yen                     | 新春！一億円の大勝負！         | Shinshun! Ichiokuen no daishōbu!       | 6 janvier 2007        |
| [Chapitre 31]         |                                                               |                                |                                        |                       |
| 14                    | Premier rendez-vous ? Le zoo de l'enfer                       | 初デート!?地獄の動物園         | Hatsu Dēto!? Jigoku no dōbutsuen       | 13 janvier 2007       |
| [Chapitre 42]         |                                                               |                                |                                        |                       |
| 15                    | Attaque ! Bataille de neige !                                 | サバイバル雪合戦               | Sabaibaru yuki aisen                   | 20 janvier 2007       |
| [Chapitre 37 - 38]    |                                                               |                                |                                        |                       |
| 16                    | Évasion de la montagne de la mort !                           | 死の山を脱出せよ！             | Shi no yama wo dasshu seyo!            | 27 janvier 2007       |
| [Chapitre 30]         |                                                               |                                |                                        |                       |
| 17                    | Silence à l'hôpital                                           | 入院先では音を消せ             | Nyūin-sakide wa oto o kese             | 3 février 2007        |
| [Chapitre 29]         |                                                               |                                |                                        |                       |
| 18                    | Chocolat de l'amour empoisonné                                | 愛のチョコには毒がある         | Ai no choko ni wa doku ga aru          | 10 février 2007       |
| [Chapitre 36]         |                                                               |                                |                                        |                       |
| 19                    | Il est infaillible et il classe tout                          | 百発百中？何でもランキング     | Hyappatsu hyakuchū? Nani demo rankingu | 17 février 2007       |
| [Chapitre 34 - 35]    |                                                               |                                |                                        |                       |

### Arc Kokuyo
| No                           | Titre français                        | Titre japonais         | Titre japonais              | Date de 1re diffusion |
| No                           | Titre français                        | Kanji                  | Rōmaji                      | Date de 1re diffusion |
| ---------------------------- | ------------------------------------- | ---------------------- | --------------------------- | --------------------- |
| 20                           | L'attaque soudaine                    | 突然の襲撃             | Totsuzen no shūgeki         | 24 février 2007       |
| [Chapitre 62 - 63 - 64]      |                                       |                        |                             |                       |
| 21                           | Amis blessés                          | 傷つく友たち           | Kizutsuku tomodachi         | 3 mars 2007           |
| [Chapitre 64 - 65 - 66 - 67] |                                       |                        |                             |                       |
| 22                           | Menace inattendue                     | 予期せぬ魔手           | Yokisenu mate               | 10 mars 2007          |
| [Chapitre 68 - 69 - 70]      |                                       |                        |                             |                       |
| 23                           | La dernière balle de dernière volonté | 最後の死ぬ気弾         | Saigo no shinuki dan        | 17 mars 2007          |
| [Chapitre 70 - 71 - 72]      |                                       |                        |                             |                       |
| 24                           | Chacun contre-attaque                 | それぞれの反撃         | Sorezore no hangeki         | 24 mars 2007          |
| [Chapitre 73 - 74 - 75]      |                                       |                        |                             |                       |
| 25                           | Je veux gagner ! L'heure de l'éveil   | 勝ちたい！目覚めの瞬間 | Kachitai! Mezame no shunkan | 31 mars 2007          |
| [Chapitre 76 - 77 - 78]      |                                       |                        |                             |                       |
| 26                           | Fin et suite                          | 終わりとそれから       | Owari to sorekara           | 8 avril 2007          |
| [Chapitre 78 - 79 - 80 - 81] |                                       |                        |                             |                       |

## Saison 2

### Arc Dernière Volonté 2
| No                 | Titre français                      | Titre japonais                 | Titre japonais                | Date de 1re diffusion |
| No                 | Titre français                      | Kanji                          | Rōmaji                        | Date de 1re diffusion |
| ------------------ | ----------------------------------- | ------------------------------ | ----------------------------- | --------------------- |
| 27                 | Une rentrée en sushis               | 進級祝いで寿司食って           | Shinkyū iwai de sushi kutte   | 14 avril 2007         |
| [Chapitre 20]      |                                     |                                |                               |                       |
| 28                 | Pas possible, je l'ai tué ?         | ウソ!俺が殺したの?             | Uso! Ore ga Koroshita-no?     | 21 avril 2007         |
| [Chapitre 19]      |                                     |                                |                               |                       |
| 29                 | Mon amour est un brocoli ?          | 恋人はブロッコリー？           | Koibito wa burokkoli?         | 28 avril 2007         |
| [Chapitre 41]      |                                     |                                |                               |                       |
| 30                 | Cache-cache sur le paquebot de luxe | 豪華客船でかくれんぼ           | Gōka kyakusen de kakurenbo    | 5 mai 2007            |
| [Chapitre 48]      |                                     |                                |                               |                       |
| 31                 | Bienvenue à Mafialand               | おいでませマフィア島（ランド） | Oidemase Mafia Rando          | 12 mai 2007           |
| [Chapitre 49 - 50] |                                     |                                |                               |                       |
| 32                 | Un requin à la piscine municipale   | 市民プールに鮫が出た           | Shimin Puru ni same ga deta   | 19 mai 2007           |
| [Chapitre 54]      |                                     |                                |                               |                       |
| 33                 | Des vacances d'été sous les dettes  | 借金まみれの夏休み？           | Shakin mamire no natsuyasumi? | 26 mai 2007           |
| [Chapitre 57 - 58] |                                     |                                |                               |                       |

### Arc Varia
| No                         | Titre français                          | Titre japonais         | Titre japonais                | Date de 1re diffusion |
| No                         | Titre français                          | Kanji                  | Rōmaji                        | Date de 1re diffusion |
| -------------------------- | --------------------------------------- | ---------------------- | ----------------------------- | --------------------- |
| 34                         | Les Varia arrivent                      | ヴァリアー来る！       | Baria kuru!                   | 2 juin 2007           |
| [Chapitre 82 - 83]         |                                         |                        |                               |                       |
| 35                         | Les sept anneaux Vongola                | ボンゴレリング7つ      | Bongora ringu nanatsu         | 9 juin 2007           |
| [Chapitre 84 - 85]         |                                         |                        |                               |                       |
| 36                         | Les profs en action                     | カテキョー、動く       | Katekyō, ugoku                | 16 juin 2007          |
| [Chapitre 86 - 87]         |                                         |                        |                               |                       |
| 37                         | Duos maître-élève                       | 師弟コンビ、揃う       | Shitei Combi, sorō            | 23 juin 2007          |
| [Chapitre 88 - 89 - 90]    |                                         |                        |                               |                       |
| 38                         | La disparition du bovin capricieux      | ワガママ子牛の失踪     | Wagamama Kogyū no Shissō      | 30 juin 2007          |
| [Chapitre 56 - 59]         |                                         |                        |                               |                       |
| 39                         | La cible de l'ennemi invisible          | 見えざる敵の目的は     | Miezaru Teki no Mokuteki wa   | 7 juillet 2007        |
| [Chapitre 52 - 53 - 89]    |                                         |                        |                               |                       |
| 40                         | Le combat pour les anneaux              | リング争奪戦、開始！   | Ringu sōdassen, kaishi!       | 14 juillet 2007       |
| [Chapitre 90 - 91 - 92]    |                                         |                        |                               |                       |
| 41                         | Ce que ressent le gardien du soleil     | 晴の守護者の思い       | Haru no shugosha no omoi      | 21 juillet 2007       |
| [Chapitre 93 - 94]         |                                         |                        |                               |                       |
| 42                         | Repousser l'adversité                   | 逆境をはね返す力       | Gyakkyō wo hane kaesu chikara | 28 juillet 2007       |
| [Chapitre 94 - 95 - 96]    |                                         |                        |                               |                       |
| 43                         | La foudre, 20 ans plus tard             | 20年後の雷撃           | Nijū-nen go no raigeki        | 4 août 2007           |
| [Chapitre 97 - 98]         |                                         |                        |                               |                       |
| 44                         | La perte de l'Anneau des Cieux          | 奪われた大空のリング   | Ubawareta ōzora no ringu      | 11 août 2007          |
| [Chapitre 99 - 100]        |                                         |                        |                               |                       |
| 45                         | Bourrasques et tumultueuse bataille     | 怒涛の嵐戦             | Dotō no arashisen             | 18 août 2007          |
| [Chapitre 101 - 102]       |                                         |                        |                               |                       |
| 46                         | Pourquoi je me bats                     | 戦う理由               | Tatakau riyū                  | 25 août 2007          |
| [Chapitre 103 - 104]       |                                         |                        |                               |                       |
| 47                         | L'invincible école de combat            | 最強無敵の流派         | Saikyō muteki no ryūha        | 1er septembre 2007    |
| [Chapitre 105 - 106]       |                                         |                        |                               |                       |
| 48                         | Où va le combat                         | 勝負の行方             | Shōbu no yukue                | 8 septembre 2007      |
| [Chapitre 107 - 108]       |                                         |                        |                               |                       |
| 49                         | Le Requiem de la pluie                  | 鎮魂歌(レクイエム)の雨 | Rekuiemu no Ame               | 15 septembre 2007     |
| [Chapitre 109 - 110 - 111] |                                         |                        |                               |                       |
| 50                         | Le gardien du Brouillard viendra-t-il ? | 霧の守護者、来る!?     | Kiri no shugosha, kuru!?      | 22 septembre 2007     |
| [Chapitre 112 - 113]       |                                         |                        |                               |                       |
| 51                         | Illusion vs Illusion                    | 幻術vs.幻術            | Genkaku vs Genkaku            | 29 septembre 2007     |
| [Chapitre 114 - 115]       |                                         |                        |                               |                       |

## Saison 3

### Arc Varia partie 2
| No                                                     | Titre français                                          | Titre japonais     | Titre japonais               | Date de 1re diffusion |
| No                                                     | Titre français                                          | Kanji              | Rōmaji                       | Date de 1re diffusion |
| ------------------------------------------------------ | ------------------------------------------------------- | ------------------ | ---------------------------- | --------------------- |
| 52                                                     | La vérité de la brume                                   | 霧の真実           | Kiri no shinjitsu            | 6 octobre 2007        |
| [Chapitre 116 - 117]                                   |                                                         |                    |                              |                       |
| 53                                                     | Un soupçon d'inquiétude                                 | 一抹の不安         | Ichimatsu no fuan            | 13 octobre 2007       |
| [Chapitre 118 - 119]                                   |                                                         |                    |                              |                       |
| 54                                                     | Le ravage du gardien du nuage                           | 雲の守護者の暴走   | Kumo no shugosha no bousou   | 20 octobre 2007       |
| [Chapitre 120 - 121]                                   |                                                         |                    |                              |                       |
| 55                                                     | Résolution !                                            | 決意               | Ketsui                       | 27 octobre 2007       |
| [Chapitre 122 - 123]                                   |                                                         |                    |                              |                       |
| 56                                                     | L'histoire de Gokudera                                  | ごくでらのはなし   | Gokudera no hanashi          | 3 novembre 2007       |
| [Chapitre filler] Épisode récapitulatif de l'arc Varia |                                                         |                    |                              |                       |
| 57                                                     | Le combat du ciel commence !                            | 大空戦、始まる！   | Oozora sen, hajimaru !       | 10 novembre 2007      |
| [Chapitre 124 - 125]                                   |                                                         |                    |                              |                       |
| 58                                                     | Les flammes de la fureur                                | 憤怒の炎           | Funnu no honoo               | 17 novembre 2007      |
| [Chapitre 126 - 127]                                   |                                                         |                    |                              |                       |
| 59                                                     | Ceux qui soutiennent                                    | 援護する者たち     | Engo suru mono tachi         | 24 novembre 2007      |
| [Chapitre 127 - 128]                                   |                                                         |                    |                              |                       |
| 60                                                     | La Percée du Point Zéro de La Dernière Volonté          | 死ぬ気の零地点突破 | Shinuki no Zero chiten toppa | 1er décembre 2007     |
| [Chapitre 129]                                         |                                                         |                    |                              |                       |
| 61                                                     | La Percée du Point Zéro de La Dernière Volonté Modifiée | 零地点突破・改     | Zero chiten toppa・Kai       | 8 décembre 2007       |
| [Chapitre 130 - 131]                                   |                                                         |                    |                              |                       |
| 62                                                     | Négociations                                            | 駆け引き           | Kakehiki                     | 15 décembre 2007      |
| [Chapitre 131 - 132]                                   |                                                         |                    |                              |                       |
| 63                                                     | La flamme glacée                                        | 凍りつく炎         | Kooritsuku honoo             | 22 décembre 2007      |
| [Chapitre 132 - 133]                                   |                                                         |                    |                              |                       |
| 64                                                     | La véracité de la colère                                | 怒りの真相         | Ikari no shinsou             | 5 janvier 2008        |
| [Chapitre 133 - 134]                                   |                                                         |                    |                              |                       |
| 65                                                     | Conclusion !                                            | 決着！             | Ketchyaku!                   | 12 janvier 2008       |
| [Chapitre 135 - 136]                                   |                                                         |                    |                              |                       |

### Arc Dernière Volonté 3
| No                 | Titre français                         | Titre japonais        | Titre japonais                | Date de 1re diffusion |
| No                 | Titre français                         | Kanji                 | Rōmaji                        | Date de 1re diffusion |
| ------------------ | -------------------------------------- | --------------------- | ----------------------------- | --------------------- |
| 66                 | Le fantôme grelottant                  | ふるえてゴースト      | Furueru GOOSUTO               | 19 janvier 2008       |
| [Chapitre 60]      |                                        |                       |                               |                       |
| 67                 | Visite de classe façon Vongola         | ボンゴレ式授業参観    | Bongore Shiki Jugyousankan    | 26 janvier 2008       |
| [Chapitre 33]      |                                        |                       |                               |                       |
| 68                 | Heureux ? Mariage                      | ハッピー?ウェディング | Happy? Wedingu                | 2 février 2008        |
| [Chapitre 51]      |                                        |                       |                               |                       |
| 69                 | Les trois frangins du crime            | とんでも犯罪3兄弟     | Tondemo hanzai Sen Kyoudai    | 9 février 2008        |
| [Chapitre 26]      |                                        |                       |                               |                       |
| 70                 | La malchance d'Irie Shôichi            | 入江正一の災難        | Irie Shōichi no Sainan        | 16 février 2008       |
| [Chapitre 13]      |                                        |                       |                               |                       |
| 71                 | Combattre avec l'esprit ! Zettai-Maken | 気迫で勝負!絶対魔拳   | Kihaku de Shōbu! Zettai Maken | 23 février 2008       |
| [Chapitre 40]      |                                        |                       |                               |                       |
| 72                 | Crise d'expulsion                      | 退学クライシス        | Taigaku Curaishisu            | 1er mars 2008         |
| [Chapitre 4]       |                                        |                       |                               |                       |
| 73                 | Le jour de gratitude de la Mama        | 母さん感謝の日        | Kāsan Kansha no Hi            | 8 mars 2008           |
| [Chapitre 22 - 55] |                                        |                       |                               |                       |

## Saison 4

### Arc Futur
| No                                                                 | Titre français                   | Titre japonais                         | Titre japonais               | Date de 1re diffusion |
| No                                                                 | Titre français                   | Kanji                                  | Rōmaji                       | Date de 1re diffusion |
| ------------------------------------------------------------------ | -------------------------------- | -------------------------------------- | ---------------------------- | --------------------- |
| 74                                                                 | Le monde dans 10 ans             | 10年後の世界                           | Jyuunen go no Sekai          | 15 mars 2008          |
| [Chapitre 136 - 137 - 138]                                         |                                  |                                        |                              |                       |
| 75                                                                 | Base secrète                     | アジト                                 | Ajito                        | 22 mars 2008          |
| [Chapitre 139 - 140]                                               |                                  |                                        |                              |                       |
| 76                                                                 | À la recherche des gardiens      | 守護者探し                             | Shugosha Sagashi             | 29 mars 2008          |
| [Chapitre 141 - 142]                                               |                                  |                                        |                              |                       |
| 77                                                                 | La flamme de la résolution       | 覚悟の炎                               | Kakugo no Honoo              | 5 avril 2008          |
| [Chapitre 143 - 144]                                               |                                  |                                        |                              |                       |
| 78                                                                 | L'indice dans le passé           | 過去への手がかり                       | Kako he no Tegakari          | 12 avril 2008         |
| [Chapitre 145 - 146]                                               |                                  |                                        |                              |                       |
| 79                                                                 | Première épreuve                 | 最初の試練                             | Saisho no Shiren             | 19 avril 2008         |
| [Chapitre 147 - 148]                                               |                                  |                                        |                              |                       |
| 80                                                                 | Discorde                         | 不協和音                               | Fukyouwa On                  | 26 avril 2008         |
| [Chapitre 149 - 150]                                               |                                  |                                        |                              |                       |
| 81                                                                 | Combinaison                      | コンビネーション                       | KONBINEESHION                | 3 mai 2008            |
| [Chapitre 151 - 152]                                               |                                  |                                        |                              |                       |
| 82                                                                 | Le gardien le plus fort          | 最強の守護者                           | Saikyō no Shugosha           | 10 mai 2008           |
| [Chapitre 153 - 154]                                               |                                  |                                        |                              |                       |
| 83                                                                 | Collecte d'informations          | もたらされた情報                       | Motarasareta Jōhō            | 17 mai 2008           |
| [Chapitre 155 - 156]                                               |                                  |                                        |                              |                       |
| 84                                                                 | Être trop loin de chez soi       | 遠すぎる家路                           | Tō sugiru ieji               | 24 mai 2008           |
| [Chapitre filler]                                                  |                                  |                                        |                              |                       |
| 85                                                                 | Où est la Base secrète ?         | アジトはどこだ?                        | Ajito wa doko da ?           | 31 mai 2008           |
| [Chapitre filler + 156]                                            |                                  |                                        |                              |                       |
| 86                                                                 | Le plus terrible tuteur          | 最恐の家庭教師                         | Saikyō no katei kyoushi      | 7 juin 2008           |
| [Chapitre 157 - 158]                                               |                                  |                                        |                              |                       |
| 87                                                                 | Succession                       | 継承                                   | Keishō                       | 14 juin 2008          |
| [Chapitre 158 - 159]                                               |                                  |                                        |                              |                       |
| 88                                                                 | 7³ (Tre-Ni-Sette)                | 7³ (トゥリニセッテ)                    | 7³ (Tyuri ni Sette)          | 21 juin 2008          |
| [Chapitre 160 - 161]                                               |                                  |                                        |                              |                       |
| 89                                                                 | Piano de la tristesse            | 悲しみのピアノ                         | Kanashimi no Piano           | 28 juin 2008          |
| [Chapitre 161 - 162]                                               |                                  |                                        |                              |                       |
| 90                                                                 | Le hibou de la Pluie             | 雨フクロウ(グーフォ・ディ・ピオッジャ) | Ame fukurou(Guufo di piojja) | 5 juillet 2008        |
| [Chapitre 163 - 164]                                               |                                  |                                        |                              |                       |
| 91                                                                 | Ce en quoi je crois              | 信じるもの                             | Shinjiru mono                | 12 juillet 2008       |
| [Chapitre 164 - 165]                                               |                                  |                                        |                              |                       |
| 92                                                                 | Sélection décisive               | 委ねられた選択                         | Yudanerareta ketsudan        | 19 juillet 2008       |
| [Chapitre 166 - 167]                                               |                                  |                                        |                              |                       |
| 93                                                                 | L'urgente précaution du niveau D | 緊急警戒レベルD                        | Kinkyuu keikai reberu D      | 25 juillet 2008       |
| [Chapitre Filler + 167]                                            |                                  |                                        |                              |                       |
| 94                                                                 | La véritable apparence révélée   | 暴かれた正体                           | Abaka re ta shoutai          | 2 août 2008           |
| [Chapitre 167 - 168]                                               |                                  |                                        |                              |                       |
| 95                                                                 | Détermination                    | 決断                                   | Ketsudan                     | 9 août 2008           |
| [Chapitre 169 - 170]                                               |                                  |                                        |                              |                       |
| 96                                                                 | X-Burner                         | X(イクス)バーナー                      | IKUSU BAANAA                 | 23 août 2008          |
| [Chapitre 170 - 171]                                               |                                  |                                        |                              |                       |
| 97                                                                 | Grande poursuite                 | 大追跡                                 | Daitsuiseki                  | 30 août 2008          |
| [Chapitre Filler] épisode récapitulatif de l'arc futur, ép.74 à 97 |                                  |                                        |                              |                       |
| 98                                                                 | Déclaration                      | 宣言                                   | Sengen                       | 6 septembre 2008      |
| [Chapitre 172 - 173]                                               |                                  |                                        |                              |                       |
| 99                                                                 | Dernière épreuve                 | 最終試練                               | Saishuu shiren               | 13 septembre 2008     |
| [Chapitre 173]                                                     |                                  |                                        |                              |                       |
| 100                                                                | La veille de l'assaut            | 突入前夜                               | Totsunyuu zenya              | 20 septembre 2008     |
| [Chapitre 174]                                                     |                                  |                                        |                              |                       |
| 101                                                                | Assaut nocturne                  | 夜襲                                   | Yashuu                       | 27 septembre 2008     |
| [Chapitre 175]                                                     |                                  |                                        |                              |                       |

## Saison 5

### Arc Base Melone partie 1
| No | Titre français                         | Titre japonais                | Titre japonais            | Date de 1re diffusion |
| No | Titre français                         | Kanji                         | Rōmaji                    | Date de 1re diffusion |
| --- | -------------------------------------- | ----------------------------- | ------------------------- | --------------------- |
| 102 | L'opération commence                   | 作戦開始                      | Sakusen Kaishi            | 4 octobre 2008        |
| 103 | Premier obstacle                       | 第一関門                      | Daiichi Kanmon            | 11 octobre 2008       |
| 104 | L'agaçant magicien                     | 因縁の魔導師（マジシャン）    | Innen no MAJISHYAN        | 18 octobre 2008       |
| 105 | Regret                                 | 後悔                          | Koukai                    | 25 octobre 2008       |
| 106 | La maturité de l'élève                 | 教え子たちの成長              | Oshiegotachi no Seichou   | 1er novembre 2008     |
| 107 | Situation désespérée                   | 絶体絶命                      | Zettai zetsumei           | 8 novembre 2008       |
| 108 | L'homme armé d'une boîte               | 漢(おとこ)の匣(ボックス)兵器  | Otoko no Bokkusu Heiki    | 15 novembre 2008      |
| 109 | Emprisonnement                         | 囚われ                        | Torawa Re                 | 22 novembre 2008      |
| 110 | Le secret de la base Melone            | メローネ基地の秘密            | Meroune Kichi no Himitsu  | 29 novembre 2008      |
| 111 | L'ennemi est tête de poulpe !?         | 敵はタコヘッド                | Teki ha Takoheddo         | 6 décembre 2008       |
| 112 | Le piège du boomerang                  | ブーメランの罠                | Buumeran no Wana          | 13 décembre 2008      |
| 113 | Le retour de l'éclair                  | 電光、再来                    | Denkou, Sairai            | 20 décembre 2008      |
| 114 | La montée du gardien de la tempête     | 嵐の守護者、立つ              | Arashi no shugosha, tatsu | 27 décembre 2008      |
| 115 | Sistema C.A.I                          | スィステーマCAI(シーエーアイ) | Sistema C.A.I             | 10 janvier 2009       |
| 116 | Déterminations différentes             | 覚悟の差                      | Kakugo no Sa              | 17 janvier 2009       |
| 117 | La contre-attaque de la tempête        | 嵐の逆襲                      | Arashi no Gyakushū        | 24 janvier 2009       |
| 118 | La décision de la princesse            | 姫の決意                      | Hime no ketsui            | 31 janvier 2009       |
| Cet épisode explique la situation entre Uni et Gamma, surtout comment Gamma est devenu un Black Spell et pourquoi il veut se venger sur Byakuran. |                                        |                               |                           |                       |
| 119 | Les intervalles de la bataille         | 戦いの狭間                    | Tatakai no hazama         | 7 février 2009        |
| > Épisode récapitulatif de l'Arc de Futur et du début de la Base Melone.                                                                          |                                        |                               |                           |                       |
| 120 | Monde virtuel                          | 仮想空間                      | Kasôkûkan                 | 14 février 2009       |
| 121 | Les deux combats                       | ふたつの戦い                  | Futatsu no Tatakai        | 21 février 2009       |
| 122 | Le plus grand épéiste                  | 最強の剣士                    | Saikyou no Kenshi         | 28 février 2009       |
| 123 | L'enseignement de l'Empereur de l'Epée | 剣帝の教え                    | Tsurugi Mikado no Oshie   | 7 mars 2009           |
| 124 | La levée de la brume                   | 立ちはだかる霧                | Tachi Hadakaru Kiri       | 14 mars 2009          |
| 125 | De nouveaux intrus                     | さらなる侵入者                | Saranaru Shinnyuusha      | 21 mars 2009          |
| 126 | Le plus fort contre le plus fort       | 最強vs最強                    | Saikyou vs Saikyou        | 28 mars 2009          |

## Saison 6

### Arc Base Melone partie 2
| No  | Titre français                              | Titre japonais             | Titre japonais        | Date de 1re diffusion |
| No  | Titre français                              | Kanji                      | Rōmaji                | Date de 1re diffusion |
| --- | ------------------------------------------- | -------------------------- | --------------------- | --------------------- |
| 127 | Les Fleurs Mystiques                        | 妖かしの花                 | Ayakashi no Hana      | 4 avril 2009          |
| 128 | L'arrivée du Leader du Comité de Discipline | 風紀委員長、来る           | Fūki iinchō, kuru     | 11 avril 2009         |
| 129 | Opération X                                 | オペレーションＸ（イクス） | OpereshionＸ（ikusu） | 18 avril 2009         |
| 130 | Détermination et Colère                     | 覚悟とムカツキ             | Kakugo to Mukatsuki   | 25 avril 2009         |
| 131 | Déchaînement                                | 暴走                       | Bōsō                  | 2 mai 2009            |
| 132 | Le Dernier Bloc de Défense                  | 最終防衛区間（ブロック）   | Saisū Bōē Block       | 9 mai 2009            |
| 133 | Un Mouvement qui Change le Jeu              | 逆転への一手               | Gyakuten e no itte    | 16 mai 2009           |
| 134 | Le Chevalier de l'Enfer                     | 地獄の騎士                 | Jigoku no Kishi       | 23 mai 2009           |
| 135 | Arrivée!!                                   | 到達!!                     | Tōtatsu               | 30 mai 2009           |
| 136 | Vérité Révélée                              | 明かされる真実             | Akasareru shinjutsu   | 6 juin 2009           |
| 137 | De Nombreux Combats en Italie               | イタリア主力戦             | Italia Shuryoku Sen   | 13 juin 2009          |
| 138 | Princes Jumeaux                             | 双子の王子                 | Futago no Ōji         | 20 juin 2009          |
| 139 | Hurlements Furieux                          | 怒りの咆哮                 | Ikari no Houko        | 27 juin 2009          |
| 140 | Un Autre Ciel                               | もう一つの大空             | Mō Hitotsu no Oozora  | 4 juillet 2009        |

### Arc Test Arcobaleno (semi hors série)
| No  | Titre français                                      | Titre japonais     | Titre japonais                  | Date de 1re diffusion |
| No  | Titre français                                      | Kanji              | Rōmaji                          | Date de 1re diffusion |
| --- | --------------------------------------------------- | ------------------ | ------------------------------- | --------------------- |
| 141 | Retrouvailles                                       | 再会               | Saikai                          | 11 juillet 2009       |
| 142 | Les Sept Plus Forts                                 | 最強の7人          | Saikyou no 7 nin                | 18 juillet 2009       |
| 143 | Le Premier Test                                     | 第一の試練         | Daiichi no Shiren               | 25 juillet 2009       |
| 144 | Les Sceaux Arcobaleno                               | アルコバレーノの印 | Arukobareno no shirushi         | 1er août 2009         |
| 145 | Mise à l'Épreuve des Gardiens ! Nuage et Brouillard | 守護者対決！雲と霧 | Shugosha taiketsu! Kumo to kiri | 8 août 2009           |
| 146 | Prototype de Boîte-Arme                             | 匣兵器プロトタイプ | Bokkusu Heiki Purototaipu       | 15 août 2009          |
| 147 | Attraper le Vent                                    | 風をつかまえろ     | Kaze o Tsukamaero               | 22 août 2009          |
| 148 | Deux Successeurs du Ciel                            | 大空を継ぐ二人     | Ōzora o Tsugu Futari            | 29 août 2009          |
| 149 | Le Test de Reborn                                   | (リボーンの試験)   | Ribôn no Shiren                 | 5 septembre 2009      |
| 150 | Chemin Fermé                                        | (閉ざされた道)     | Tozasareta Michi                | 12 septembre 2009     |
| 151 | L'Arc-en-ciel est Complété                          | (虹のそろう時)     | Niji no Sorou Toki              | 19 septembre 2009     |
| 152 | La Détermination du Boss                            | (ボスの覚悟)       | Bosu no Kakugo                  | 26 septembre 2009     |
| 153 | Le Sceau Final                                      | (最後の印)         | Saigo no Shirushi               | 3 octobre 2009        |

## Saison 7

### Arc Choice
| No                                         | Titre français                                | Titre japonais                                              | Titre japonais                                      | Date de 1re diffusion |
| No                                         | Titre français                                | Kanji                                                       | Rōmaji                                              | Date de 1re diffusion |
| ------------------------------------------ | --------------------------------------------- | ----------------------------------------------------------- | --------------------------------------------------- | --------------------- |
| 154                                        | Jusqu'au Prochain Combat                      | (次なる戦いへ)                                              | Tsugi Naru Tatakai He                               | 10 octobre 2009       |
| Episode récapitulatif de l'arc base Melone |                                               |                                                             |                                                     |                       |
| 155                                        | Les Six Véritables Couronnes Funéraires       | (真(リアル)6弔花)                                           | Ma Riaru 6 Chou Hana                                | 17 octobre 2009       |
| 156                                        | Encourager les Alliés                         | (心強い仲間)                                                | Kokoroduyoi Nakama                                  | 24 octobre 2009       |
| 157                                        | Les Vacances de Namimori                      | (並盛の休日)                                                | Nanimori no Kyuujitsu                               | 31 octobre 2009       |
| 158                                        | Un Endroit chaud                              | 暖かい場所                                                  | Atatakai basho                                      | 7 novembre 2009       |
| 159                                        | Pour mes Amis                                 | 私の友人に                                                  | Watashi no yūjin ni                                 | 14 novembre 2009      |
| 160                                        | Gagner en Mobilité                            | モバイルに移動                                              | Mobairu ni idō                                      | 21 novembre 2009      |
| 161                                        | Airbike                                       | エアーバイク                                                | Eabaiku                                             | 28 novembre 2009      |
| 162                                        | La Boîte Vongola du Ciel                      | スカイボックス                                              | Sukai bokkusu bongore                               | 5 décembre 2009       |
| 163                                        | Terreur ! Agitation dans la Base              | 恐怖！データベース内の不安                                  | Kyōfu dētabēsu nai no fuan                          | 12 décembre 2009      |
| 164                                        | La Boite Vongola - L'Entraînement Commence !  | ボンゴレ匣(ボックス), 修業開始                              | Bongore kushige (bokkusu), shuugyou kaishi          | 19 décembre 2009      |
| 165                                        | Le Boycott déclaré                            | ボイコット宣言                                              | Boikotto sengen                                     | 26 décembre 2009      |
| 166                                        | Avec le même cœur                             | 同じ心で                                                    | Onaji kokoro de                                     | 9 janvier 2010        |
| 167                                        | Le Jour de la Bataille                        | 決戦の日                                                    | Kessen no hi                                        | 16 janvier 2010       |
| 168                                        | Le Choix commence !                           | 好みのゲームが始まる！                                      | Choisu kaishi !                                     | 23 janvier 2010       |
| 169                                        | Lion du Ciel Version Vongola (Leone di Cielo) | 天空ライオンVer.V｢レオネ・ディ・チェーリバージョンボンゴレ｣ | Tenkuu Raion Ver.V (Reone Di Cheeri baajon bongore) | 30 janvier 2010       |
| 170                                        | Confrontation fatidique                       | 因縁の対決)                                                 | Innen no Taiketsu                                   | 6 février 2010        |
| 171                                        | Revanche                                      | リベンジ                                                    | Ribenji                                             | 13 février 2010       |
| 172                                        | L'Assaut de Kikyo                             | 桔梗強襲                                                    | Kikyoo Kyooshuu                                     | 20 février 2010       |
| 173                                        | La Fin du Choix!                              | チョイス決着！                                              | Choisu kecchaku !                                   | 27 février 2010       |
| 174                                        | La vérité sur le futur                        | 未来の真相                                                  | Mirai no shinsou                                    | 6 mars 2010           |
| 175                                        | La venue d'Uni                                | ユニ光臨                                                    | Yuni kourin                                         | 13 mars 2010          |
| 176                                        | Fuite                                         | 脱出                                                        | Dasshutsu                                           | 20 mars 2010          |
| 177                                        | Après la bataille                             | 戦いの後                                                    | Tatakai no nochi                                    | 27 mars 2010          |
| Episode Récapitulatif de l'arc Choice      |                                               |                                                             |                                                     |                       |

## Saison 8

### Arc Vongola Première Génération (semi hors série)
| No                                                 | Titre français                   | Titre japonais                | Titre japonais               | Date de 1re diffusion |
| No                                                 | Titre français                   | Kanji                         | Rōmaji                       | Date de 1re diffusion |
| -------------------------------------------------- | -------------------------------- | ----------------------------- | ---------------------------- | --------------------- |
| 178                                                | La Famille Primo arrive !        | I世(プリーモ)ファミリー来る！ | I-yo (puriimo) famirii kuru! | 3 avril 2010          |
| 179                                                | L'Héritage commence              | 継承・開始                    | Keishoo Kaishi               | 10 avril 2010         |
| 180                                                | Le Devoir du Gardien de la Pluie | 雨の守護者の使命              | Ame no Shugosha no Shimei    | 17 avril 2010         |
| 181                                                | L'Éclat de la Foudre Furieuse    | 激しき雷撃                    | Hageshiki Raigeki            | 24 avril 2010         |
| 182                                                | Tempête Silencieuse              | 静かなる嵐                    | Shizuka Naru Arashi          | 1er mai 2010          |
| 183                                                | Distant Nuage                    | 孤高の浮雲                    | Koko no Fuun                 | 8 mai 2010            |
| 184                                                | De Nuageux à Ensoleillé          | 晴のち雲                      | Hare Nochi Kumo              | 15 mai 2010           |
| 185                                                | Le Piège est en place            | 仕掛けられた罠                | Shikake Rare ta Wana         | 22 mai 2010           |
| 186                                                | Brume Ensorcelante               | 幻惑の霧                      | Genwaku no Kiri              | 29 mai 2010           |
| 187                                                | Les souvenirs de la trahison     | 裏切りの記憶                  | Uragiri no kioku             | 5 juin 2010           |
| 188                                                | La volonté du Primo              | I世(プリーモ)の意志           | Isei (Puriimo) no Ishi       | 12 juin 2010          |
| 189                                                | La Détermination de la Famille   | ファミリーの覚悟              | Famirii no Kakugo            | 19 juin 2010          |
| Épisode récapitulatif de l'arc Première Génération |                                  |                               |                              |                       |

### Arc Final Futur
| No  | Titre français                                    | Titre japonais         | Titre japonais                 | Date de 1re diffusion |
| No  | Titre français                                    | Kanji                  | Rōmaji                         | Date de 1re diffusion |
| --- | ------------------------------------------------- | ---------------------- | ------------------------------ | --------------------- |
| 190 | L'attaque des 6 Véritables Couronnes Funéraires   | 真6弔花襲来！          | Riaru Roku Chouka Shurai!      | 26 juin 2010          |
| 191 | Ouverture Carnage                                 | 修羅開匣               | Shura Kaikou Kushige           | 3 juillet 2010        |
| 192 | Les Menottes d'Alaude                             | アラウディの手錠       | Araudi no Tejoo                | 10 juillet 2010       |
| 193 | Les Lentilles Démoniaques de Daemon Spade         | D・スペードの魔レンズ  | Deimon Supeedo no Ma Renzu     | 17 juillet 2010       |
| 194 | La Bataille Finale commence !                     | 決戦開始               | Kessen Kaishi                  | 24 juillet 2010       |
| 195 | L'Arc de G                                        | Gの弓矢                | G no Acherii                   | 31 juillet 2010       |
| 196 | Le Bouclier de Lampo                              | ランポウの盾           | Ranpou no Shiirudo             | 7 août 2010           |
| 197 | Le Maximum Break de Knuckle                       | ナックルの極限ブレイク | Nakkuru no Makishimamu Bureiku | 14 août 2010          |
| 198 | La Dernière des 6 Véritables Couronnes Funéraires | 最後の真６弔花         | Saigo no Riaru Roku Chouka     | 21 août 2010          |
| 199 | Le Réveil de Ghost                                | GHOST覚醒              | Gousuto Kakusei                | 28 août 2010          |
| 200 | Un Ciel Rempli de Désirs                          | 欲望に満ちた大空       | Yokubou ni michita Oozora      | 4 septembre 2010      |
| 201 | Ces Précieux Moments du Temps                     | 全てが大事な時間       | Subete ga Daiji na Jikan       | 11 septembre 2010     |
| 202 | Mer, Coquillage, Arc-en-ciel                      | 「海」「貝」「虹」     | Umi, Kaï, Niji                 | 18 septembre 2010     |
| 203 | Vers un Nouveau Futur                             | 新しい未来へ           | Atarashii Mirai He             | 25 septembre 2010     |

## Sources
- (ja) (ja) « TV Tokyo Reborn! episode list » - Site Officiel de Reborn!
- (en) « Anime News Network » - Titres japonais des épisodes de Reborn!
- (en) List of Reborn! episodes - Wikipedia
- (fr) Reborn! sur le site Animeka Network